# Де Лаурентис, Джада
Джа́да Паме́ла Де Лауре́нтис-То́мпсон (англ. Giada Pamela De Laurentiis-Thompson; 22 августа 1970, Рим, Италия) — итальяно-американская шеф-повар, писательница, журналистка и телеведущая.

## Биография
Джада Памела Де Лаурентис родилась 22 августа 1970 года в Риме (Италия) в семье актрисы Вероники Де Лаурентис (род. 1950) и её первого мужа Алекса Де Бенедетти, которые поженились в феврале 1970 года, но позже развелись.
В 1996 году Джада получила высшее образование.

## Карьера
Ведущая программы «Giada at Home». Она также регулярно выступает в качестве гостя и соведущей программы «Today».
Де Лаурентис является основательницей ресторанного бизнеса «GDL Foods».

## Личная жизнь
В 2003—2015 года Джада была замужем за модельером Тоддом Томпсоном. У бывших супругов есть дочь — Джейд Мари Де Лаурентис-Томпсон (род.29.03.2008).